# El Pinetell de Barberà
|  | No s'ha de confondre amb El Pinetell. |

L'antic poble d'el Pinetell de Barberà del qual avui no en queda res estava situat al costat nord, i ben a prop de l'antic camí que uneix Barberà de la Conca i Montblanc. Es trobava al peu del tossal del Pinetell en la partida del mateix nom, que avui comparteixen els termes de Barberà i Montblanc. Ara pertany al terme de Montblanc.

## Història
El lloc es documenta des de ben antic, ja que s'anomena en unes afrontacions del s. XI «usque ad aquas de Pinatel». Era una quadra del castell de Barberà (Barberà de la Conca), els delmes de la qual passaren a l'Arquebisbe de Tarragona per donació de Pere de Puigverd, en testament del 8 de maig de 1165. Quan el poble de Barberà fou donat als templers, la comanda de Barberà rebé importants propietats d'aquest terme del Pinetell en els primers temps de l'organització de la casa o comanda; l'any 1192, Pere de Granyena els donà el «mansum quod habemus apud Pinatellum, videlicet, ipsum mansum M. de Alchoer», i quatre anys més tard el mateix senyor els vengué la tercera part dels seus drets sobre el «castro de Pinatello et in termine eius»
Mossèn Porta, diu que el Pinetell era un terme independent de Barberà, que pertangué als Templers i després als Hospitalers; i que el gran prior de Catalunya de l'orde de l'Hospital, com a senyor de Barberà, en nomenà el batlle fins a la Desamortització de Madoz. No sabem exactament quan fou abandonat. Sembla que a començaments del s. XV la major part d'habitants s'havien traslladat a Montblanc o a Barberà.
L'any 1659, essent gran prior de Catalunya i comanador de Barberà, Miquel de Torrelles i Senmenat, va tenir lloc una visita prioral a la comanda de Barberà, de la qual el Pinetell n'era membre. Segons el document, aleshores el lloc ja era un "terme rònech" en lo qual hi "y ha alguns senyals y vestigis de haveri agut casas y fossar y també Iglésia (...) y que lo Prior de Catalunya y Comanador de Barberà té en dit terme tota jurisdicció Civil y Criminal alta y baixa mer y mixt imperi (...) y que la Iglésia és en dit terme del Pinetell és sufragànea de la parrochial de Barberà".

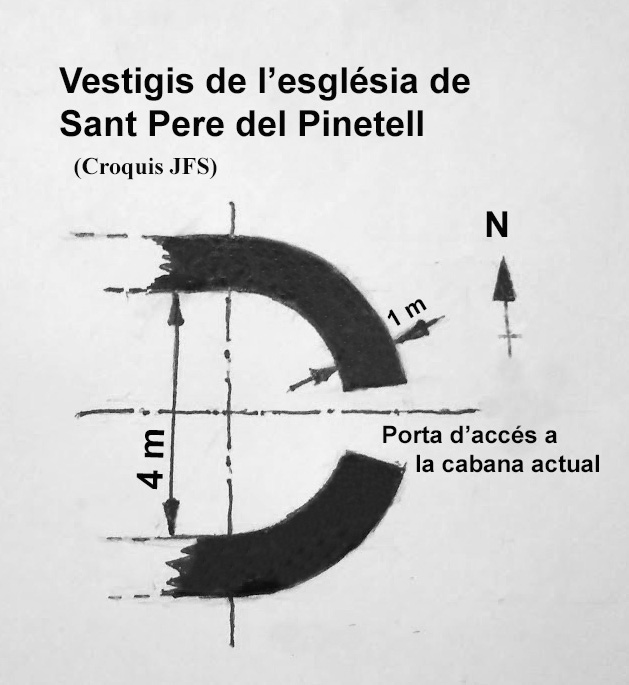
Planta aproximada. Vestigis de l'església de Sant Pere del Pinetell de Barberà (Montblanc)

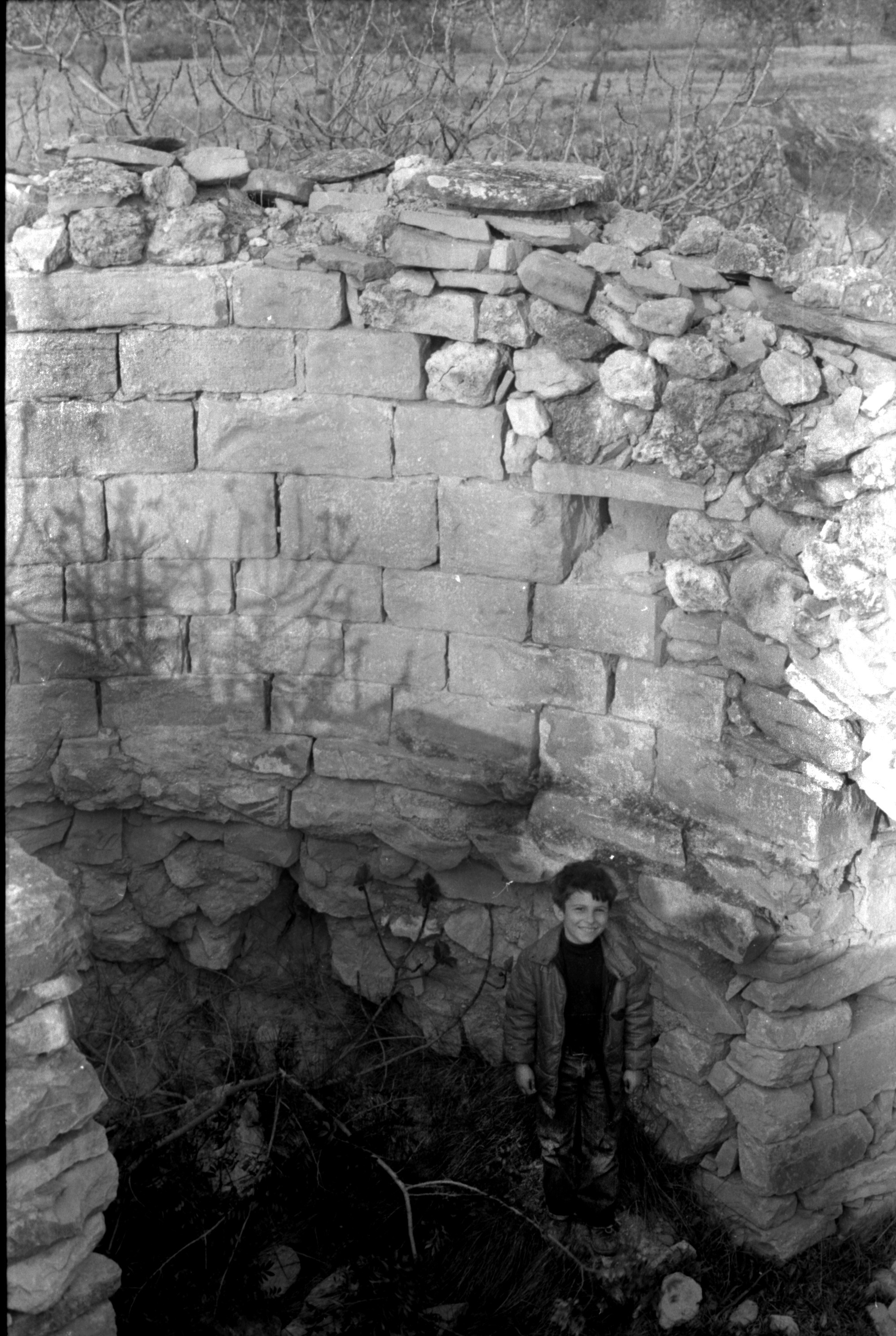
Sant Pere del Pinetell, restes de l'absis (1979)

## Església de Sant Pere
L'església de Sant Pere del Pinetell va ser des del primer moment sufragània de la parroquial de Santa Maria de Barberà de la Conca. L'únic vestigi visible que avui es conserva del poble del Pinetell és un tros d'absis de l'església. Aquesta era petita i l'absis, en part conservat, és semicircular d'un metre de gruix i uns 4 metres de diàmetre, orientat canònicament a llevant. Sembla que la nau, de la qual resten alguns carreus era rectangular. En temps ja llunyans a l'absis hi fou oberta, barroerament, una porta per entrar a la cabana de pagès en què fou convertida la capçalera medieval.
Quan, a principis del segle xx, la visità el rector de Barberà, mossèn Porta, deixà escrit al seu llibre: «Encara hi ha poques o moltes restes de la que fou església, damunt les quals parets està avui construïda una barraca o cabana, i es veu per allí algun fragment que demostra la procedència d'un poble, com una pedra treballada amb una creu esculpida»
L'església de Sant Pere del Pinetell va ser des del primer moment sufragània de la parroquial de Santa Maria de Barberà de la Conca. El tros d'absis que a començaments del segle xx va veure mossèn Porta és el que encara hi ha actualment. Com es pot veure en la fotografia adjunta, es tracta d'una construcció de carreuada isodoma perfecta aparellada a trencajunt que denota ésser obra del segle xiii, comparable en tipologia i mesures a l'absis de Sant Pere d'Anguera. Tipologia, aparell i ubicació ben allunyats, per cert, dels que solien tenir les torres defensives o de guaita, els vestigis de les quals encara es poden trobar per la comarca (torre d'Embigats, castell de Barberà, castell de Montclar…), que solen ser construccions del segle xi.